# Brattberg
Brattberg är en by i Harbo socken, Heby kommun.
Några säkra järnåldersgravar finns inte på Brattbergs ägor, och namnformen är av ett slag som förekommer under järnålder men vanligen är medeltida, så det mest troliga är att byn tillkommit först under medeltid. Brattberg betyder det branta berget, och syftar egentligen på Brattberget, en mindre, men förhållandevis brant höjd i närheten av byn.
Byn omtalas första gången i markgäldsförteckningen 1312, och då fanns fem skattskyldiga i byn. 1541 fanns två skattemantal i byn. Dessutom fanns tidigare även en frälsegård, som 1414 donerades till Julita kloster. Krister Nilsson (Vasa) återfick 1426 gården som tidigare tillhört hans släkt efter en tvist med klostret. Jorden kom senare att tillfalla byn Hässelby, men räknades ännu på 1600-talet till Brattberg. 1658 fanns fem bönder i Brattberg, och under 1700-talet steg antal bönder till sju. Från 1658 fanns dessutom en torpare i Torpet Fallet. Fallet blev från 1600-talet och fram till 1865 soldattorp för Brattberg. I början på 1800-talet tillkom torpet Sveden och i slutet av 1800-talet torpen Östra Sveden och Bulten.
1815 fanns 74 personer i byn, där någonstans uppnås kulmen i byns befolkningsutveckling. Utvandringen innebär en snabb nedgång som byn visserligen återhämtar sig från, 1940 fanns 61 personer i byn. 1981 fanns dock endast 24 personer kvar.